# 1981 UU29
1981 UU29 är en asteroid i huvudbältet som upptäcktes den 24 oktober 1981 av den amerikanska astronomen Schelte J. Bus vid Siding Spring-observatoriet.